# Secrets and Lies (série télévisée, 2015)
Pour les articles homonymes, voir Secrets and Lies.
Secrets and Lies est une série télévisée américaine en vingt épisodes de 42 minutes créée par Barbie Kligman et diffusée du 1er mars 2015 au 4 décembre 2016 sur le réseau ABC et la première saison en simultané sur le réseau CTV au Canada. Il s'agit de l'adaptation de la série télévisée australienne homonyme diffusée en 2014.
En France, la série est diffusée depuis le 5 novembre 2015 sur M6. Nouvelle diffusion depuis le 25 aout 2020 sur France 2. En Belgique et au Luxembourg, elle est diffusée depuis sur le 2 avril 2016 sur la chaîne à péage BeTV, et en clair depuis le 22 novembre 2016 sur RTL-TVI.

## Synopsis
La série raconte les enquêtes de l'inspecteur Andrea Cornell sur des meurtres complexes.

## Distribution

### Saison 1

#### Acteurs principaux
- Ryan Phillippe (VF : Marc Arnaud) : Ben Crawford
- KaDee Strickland (VF : Laurence Bréheret) : Christine « Christy » Crawford
- Juliette Lewis (VF : Vanina Pradier) : Lieutenant Andrea Cornell
- Natalie Martinez (VF : Élisabeth Ventura) : Jessica « Jess » Murphy
- Dan Fogler (VF : Loïc Houdré) : Dave Lindsey
- Indiana Evans (VF : Nastassja Girard) : Natalie Crawford
- Belle Shouse (VF : Clara Quilichini) : Abby Crawford

#### Acteurs récurrents
- Steven Brand (VF : Marc Saez) : Dr Joseph Richardson
- Kate Ashfield (VF : Anne Rondeleux) : Vanessa Richardson
- Charles Dutton : Kevin Haynes
- Meaghan Rath (VF : Céline Mauge) : Nicole Murphy
- Benjamin Ciaramello (VF : Stéphane Pouplard) : Scott Murphy
- Michael Beach (VF : Frantz Confiac) : Jim Fenton
- Gregory Alan Williams (VF : Jean-Louis Faure) : Kevin Williams
- Melissa Gilbert (VF : Béatrice Bruno) : Lisa Daly
- Jake Weber (VF : Pierre Tessier) : Dr Ethan Barrett (invité)
- Eric Lange (VF : Guillaume Orsat) : Danny Pierce
- Timothy Busfield (VF : Jean-François Vlérick) : John Garner

### Saison 2

#### Acteurs principaux
- Michael Ealy (VF : Daniel Lobé) : Eric Warner
- Juliette Lewis (VF : Vanina Pradier) : Lieutenant Andrea Cornell
- Jordana Brewster (VF : Laëtitia Lefebvre) : Kate Warner
- Mekia Cox (VF : Fily Keita) : Amanda Warner
- Charlie Barnett (VF : Franck Lorrain) : Patrick Warner
- Kenny Johnson (VF : Damien Boisseau) : Danny
- Terry O'Quinn (VF : Michel Leroyer) : John Warner

#### Acteurs récurrents
- AnnaLynne McCord (VF : Aurélie Nollet) : Melanie Warner
- David James Elliott (VF : Guy Chapellier) : Maire Bryant
- McNally Sagal (VF : Anne Deleuze) : May Stone
- Eric Winter (VF : Cédric Dumond) : Neil Oliver
- Presilah Nunez (VF : Sandra Valentin) : Carly Sinclair
- Brendan Hines (VF : Jean-Pierre Michael) : détective Peter Ralston
- Edwin Hodge (VF : Namakan Koné) : Dr Greg Young
- Dawn Olivieri (VF : Laurence Dourlens) : détective Felicia Sanchez
- Jake Weber (VF : Pierre Tessier) : Dr Ethan Barrett
Version française
  - Société de doublage : Dubbing Brothers
  - Direction artistique : Valérie Siclay
  - Adaptation dialogues : Jennifer Laguens

 Source et légende : version française (VF) sur RS Doublage

## Production

### Développement
Le 24 octobre 2013, le réseau ABC annonce officiellement l'adaptation de la série australienne Secrets and Lies avec Aaron Kaplan, à la production.
Le 9 mai 2014, le réseau ABC annonce officiellement après le visionnage du pilote, la commande du projet de série avec une première saison de dix épisodes,.
Le 19 novembre 2014, ABC annonce la date de diffusion de la série au 1er mars 2015,.
Le 7 mai 2015, ABC annonce la reconduction de la série pour une deuxième saison.
Le 28 juin 2016, le réseau ABC annonce le lancement de la deuxième saison au 25 septembre 2016.
Le 11 mai 2017, ABC annonce l'annulation de la série.

### Casting
Les rôles ont été attribués dans cet ordre : Ryan Phillippe, Natalie Martinez, Juliette Lewis, KaDee Strickland, Belle Shouse, Indiana Evans et Dan Fogler.
Parmi les acteurs récurrents : Charles S. Dutton, Steven Brand, Kate Ashfield, Meaghan Rath, Benjamin Ciaramello et Michael Beach.

## Épisodes

### Première saison: L'Affaire Tom Murphy (2015)
La saison se compose de dix épisodes. Elle raconte l'enquête de l'inspecteur Andréa Cornell (Juliette Lewis) concernant le meurtre d'un petit garçon appelé Tom. En faisant son footing le matin Ben Crawford (Ryan Philippe) a découvert le corps de son petit voisin dans les bois non loin de leur lotissement. Ben est le premier suspect dans l'enquête, car en plus de incohérences de son discours face à la police, beaucoup d'éléments l'accusent. La nuit précédant le meurtre, Ben avait une virulente dispute avec sa femme. Il était parti dans un bar pour se défouler avec un ami et, trop alcoolisé, il ne se souvient pas avec certitude de ce qu'il a fait, ou de ce qu'il n'a pas fait à Tom.
1. L'Enfant (Pilot)
2. L'Enterrement (The Father)
3. L'Alibi (The Affair)
4. Les Voisins (The Sister)
5. La Veste bleue (The Jacket)
6. La Confession (The Confession)
7. La Lampe torche (The Cop)
8. La Reconstitution (The Son)
9. L'Assassin (The Mother)
10. Les Aveux (The Lie)

### Deuxième saison: L'Affaire Eric Warner (2016)
Dans cette saison, hormis de rapides références à la première (comme la situation en prison de Ben Crawford et la vie familiale d'Andrea Cornell), tout est différent.
Lors d'une fête donnée par l'entreprise familiale des Warner, la femme du fils aîné (Eric Warner), directeur de l'entreprise, est tuée. Kate Warner est retrouvée dans une mare de sang au pied de l'immense building de l'entreprise. Rapidement, l'enquête s'oriente sur un meurtre : quelqu'un l'a poussée depuis le toit. Reste à savoir qui et pourquoi. C'est à partir de cet événement tragique que la famille Warner vole en éclats. Au fil des épisodes, tout le monde est tour à tour soupçonné, et le suspense reste entier jusqu'au tout dernier épisode.
Comme dans la première saison, c'est Andrea Cornell qui est chargée de l'enquête. On découvre un peu plus son personnage en découvrant petit à petit des morceaux de sa vie privée.
Elle a été diffusée du 25 septembre 2016 au 4 décembre 2016.
1. La Dernière Soirée (The Fall)
2. Le Mari idéal (The Husband)
3. Le Maître-chanteur (The Liar)
4. Ne le dis à personne (The Detective)
5. Une vie de mensonges (The Daughter)
6. Charlie (The Parent)
7. Le Clash (The Statement)
8. L'Ami (The Racket)
9. Double vie (The Brother)
10. Que justice soit faite (The Truth)